# Wojnowo (Kargowa)

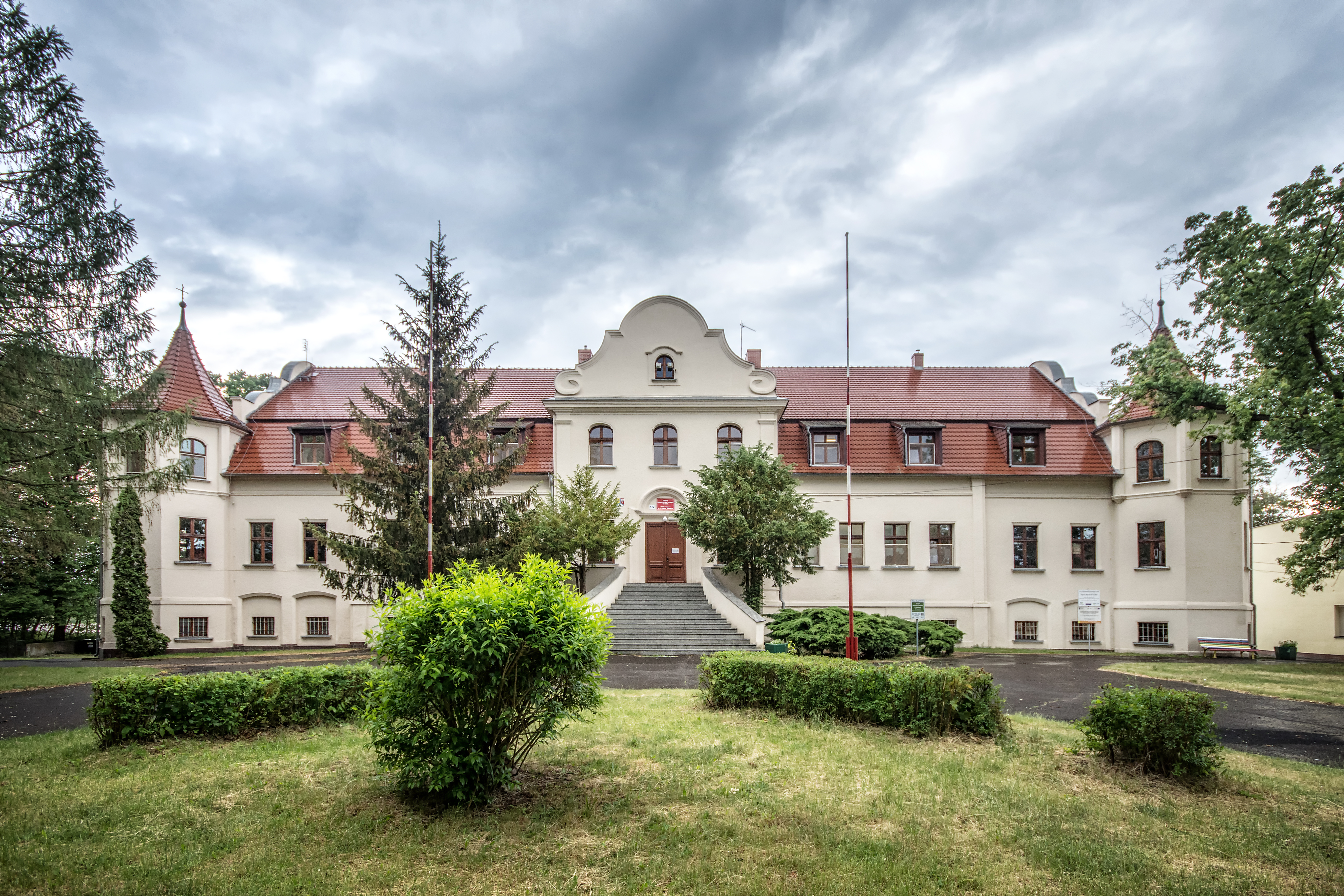
Gutshaus Wojnowo

Wojnowo (deutsch Woynowo, 1934–1945 Reckenwalde) ist ein Ort in Polen. Er liegt an der Faulen Obra 8 km nordwestlich von Kargowa. Wojnowo gehört der Großgemeinde Kargowa (Unruhstadt) im Powiat Zielonogórski, Woiwodschaft Lebus an.

## Geschichte
1939 hatte der Ort 181 Einwohner. Bis 1945 gehörte er zu Preußen. Der Ort lag ursprünglich im Landkreis Bomst, der zu Posen gehörte, und wurde 1938 in den Landkreis Züllichau-Schwiebus in der Provinz Brandenburg eingegliedert. 
Bis zu seinem zwölften Lebensjahr lebte Prinz Bernhard zur Lippe-Biesterfeld (1911–2004) auf Gut Woynowo in seinem Elternhaus.
Koordinaten: 52° 6′ N, 15° 47′ O